# Prevesa
Prevesa (esonimo italiano di Préveza, in greco Πρέβεζα?) è un comune della Grecia situato nella periferia dell'Epiro (unità periferica di Prevesa) con 19 000 abitanti secondo i dati del censimento 2011.
Ci sono diversi modi di intendere l'etimologia del toponimo Prevesa, suggerite dagli studiosi. Quella maggiormente condivisa è quella che prevede che Prevesa significhi "passaggio", dalla parola slava prěvozъ, attraverso la parola albanese prevëzë-za. Un'altra etimologia sostenuta è quella della derivazione italiana, dalla parola prevesione.
A seguito della riforma amministrativa detta Programma Callicrate in vigore dal gennaio 2011 che ha abolito le prefetture e accorpato numerosi comuni, la superficie del comune è ora di 381 km² e la popolazione è passata da 19 605 a 30 137 abitanti.
Situata nel nord-ovest della Grecia, all'imboccatura del Golfo di Ambracia, è una stazione balneare ed ha anche un piccolo porto industriale.

## Storia
La cittadina è stata fondata a seguito dell'abbandono della vicina città greco-romana di Nicopoli d'Epiro, i cui i resti sono ancora visibili a circa 6 km a settentrione di Prevesa.
È stata sotto dominazione veneziana per molti anni. Fu presa dagli ottomani nel 1449 e fu subito eretto il Castello di Bouka. 
Nelle acque antistanti alla cittadina fu combattuta il 28 settembre 1538 un'importante battaglia navale tra la flotta ottomana che sgominò quella cristiana organizzata su esortazione di papa Paolo III.
Dal 1881 la città è sede della metropolia di Nicopoli e Prevesa della Chiesa di Grecia.
Nel luglio 1942 era sede della 139ª Squadriglia della Regia Aeronautica.